# Кружний шлях (премія)
Премія «Кружний шлях» за альтернативну історію (англ. Sidewise Award for Alternate History) була заснована в 1995 році для визнання найкращих розповідей і романів року про альтернативну історію.

## Огляд
Свою назву нагороди отримали від назви оповідання Мюррея Лайнстера «Бічно в часі» (Sidewise in Time) 1934 року, в якому дивний шторм змушує частини Землі міняти місцями зі своїми аналогами з інших шкал часу.
Нагорода була створена Стівеном Сільвером, Евелін С. Ліпером і Робертом Б. Шмунком. Протягом багатьох років кількість членів журі коливалася від трьох до восьми і включала фахівців зі Сполучених Штатів америки, Великої Британії, Канади та Південної Африки.
Зазвичай щороку вручаються дві нагороди, як правило, на Волкон або НАСФік. Нагорода за коротку форму вручається за твір обсягом до 60 000 слів. Нагорода «Довга форма» присуджується за твір або твори, обсяг яких перевищує 60 000 слів, який може включати один роман або багатотомну серію. Крім того, судді чотири рази відзначали особу нагородою за особливі досягнення за роботи, опубліковані до заснування нагороди, або за інший внесок у жанр.

## Лауреати нагород
Примітка. Нагороди Премія «Кружний шлях» оголошуються за рік публікації, а не за рік вручення нагороди.

### Довга форма
1995 — Пол Мак-Оулі, «Янгол Паскуале»
1996 — Стівен Бекстер, «Подорож»
1997 — Гаррі Тертлдав, «Як мало залишилося»
1998 — Стівен Фрай, «Створюючи історію»
1999 — Брендан Дюбуа, «День Воскресіння»
2000 — Мері Джентл, «Еш: Таємна історія»
2001 — Дж. Г. Строяр, «Дитяча війна»
2002 — (разом): Мартін Дж. Ґідрон (ім'я згодом змінилося на Мартін Берман-Ґорвін), «Відрубане крило» та Гаррі Тертлдав, «Панування Британією»
2003 — Мюррей Девіс, «Коллаборатор»
2004 — Філіп Рот, «Змова проти Америки»
2005 – Єн Маклауд, «Літні острови»
2006 — Чарльз Стросс, «Сімейна торгівля», «Прихована родина», and «Клановий корпоратив»
2007 — Майкл Шебон, «Спілка єврейських поліцейських»
2008 — Кріс Роберсон, «Дев'ять синів дракона»
2009 — Роберт Конрой, «1942 (роман)»
2010 — Ерік Ґ. Шведін, «Коли плакали ангели: Історія Карибської кризи: що було б, якби не Карибська криза»
2011 — Єн Маклауд, «Прокидайся і мрій»
2012 — C. Дж. Сансом, «Домініон»
2013 — (разом) Д. Дж. Тейлор, «Віндзорська фракція» and Брайс Зейбел, «В оточенні ворогів: Що, якби Кеннеді пережив Даллас?»
2014 — Крістін Кетрін Раш, «Ворог всередині»
2015 — Джулі Мейх'ю, «Велика брехня»
2016 — Бен Г. Вінтерс, «Підземні авіалінії»
2017 — Брайс Зейбел, «Якось був спосіб»
2018 — Мері Робінетт Коваль, «Зірки-обчислювачі»
2019 — Енналі Ньюїц, «Майбутнє іншої часової лінії»
2020 — Адріан Чайковський, «Двері раю»
2021 — Лоран Біне, «Цивілізації»
2022 — Б. Л. Бланшар, «Миротворець»
2023 — Френсіс Спаффорд, «Кахокія Джаз»

### Коротка форма
1995 — Стівен Бекстер, «Ангели Бригантії»
1996 — Волтер Джон Вільямс, «Іноземні дияволи» (у «Війні світів: глобальні відправлення»)
1997 — Вільям Сендерс, «Невідкрите»
1998 — Єн Маклауд, «Літні острови»
1999 — Ален Бержерон, «Восьмий регістр»
2000 — Тед Чан, «Сімдесят два листи»
2001 — Кен Мак-Лауд, «Людський фронт»
2002 — Вільям Сендерс, «Імперія»
2003 — Кріс Роберсон, «О, єдиний»
2004 — Воррен Елліс, «Міністерство космосу»
2005 — Лоїс Тілтон, «Тиран Перікл»
2006 — Ґарднер Дозуа, «Контрфактичність»
2007 — (разом): Майкл Ф. Флінн, «Quaestiones Super Caelo Et Mundo» та Крістін Кетрін Раш, «Відновлення Аполлона 8»
2008 — Мері Розенблум, «Жертвоприношення»
2009 — Аластер Рейнольдс, «Фіксація»
2010 — Алан Смейл, «Зіткнення орлів»
2011 — Ліза Гольдштейн, «Рай — це огороджений сад»
2012 — Рік Вілбер, «Щось справжнє»
2013 — Вилар Кафтан, «Вага сходу сонця»
2014 — Кен Лю, «Далекий шлях: З анналів транспорту, Тихоокеанський щомісячник, травень 2009»
2015 — Білл Крайдер, «Це більше не має значення»
2016 — (разом): Деніел М. Бенсен, «Флот скарбів» та Адам Ровнер, «Що, якби єврейська держава була створена у Східній Африці»
2017 — Гаррі Тертлдав, «Цигейнер»
2018 — Оскар (Ксю) Рамірес та Еммануель Вальтьєра, «Кодекс Вальтьєра»
2019 — Гаррі Тертлдав, «Різдвяне перемир'я»
2020 — Метью Кресал, «Місячний постріл»
2021 — Алан Смейл, «Порохова зрада»
2022 — (разом): Ерік Чой, «Небо і рай» та Воле Талабі «Мрія про електричних матерів»
2023 — Розмарі Клер Сміт, «Аполлон у ретрограді»

### Особливі досягнення
1995 — Лайон Спрег де Кемп, досягнення на все життя.
1997 — Роберт Собел, «За браком цвяха».
1999 — Рендалл Гаррет, серія «Лорд Дарсі».
2018 — Ерік Флінт, за підтримку письменників у жанрі альтернативної історії, особливо через серію «1632».